# Phyllomya procera
Phyllomya procera là một loài ruồi trong họ Tachinidae.